# Józef Wiza
Józef Wiza, ps. Siwy Sęp, Sęp (ur. 25 lutego 1905 w Kcyni, zm. 14 maja 1976 w Poznaniu) – polski instruktor harcerski, żołnierz, powstaniec warszawski, profesor nauk medycznych, porucznik WP, harcmistrz, komendant Poznańskiej Chorągwi Szarych Szeregów. Kawaler Orderu Odrodzenia Polski.

## Życiorys
Syn kupca Józefa Wizy i Joanny z Jaskólskich. W 1915 r. wstąpił do 1. Drużyny Harcerzy „Lech” w Gnieźnie. Pełnił funkcje pomocnicze w czasie powstania wielkopolskiego. Po 1918 r. uczył się w gimnazjum, równocześnie był drużynowym 2. DH im. Zawiszy Czarnego. Następnie zdał maturę w Gimnazjum im. Bergera w Poznaniu, gdzie pełnił funkcję drużynowego 13. Poznańskiej Drużyny Harcerzy im. Jana Zamojskiego. W czasie studiów medycznych na Uniwersytecie Poznańskim w latach 1925–1933 był członkiem Akademickiego Koła Harcerskiego im. Heliodora Święcickiego. Uzyskał stopień harcmistrza. W latach 1930–1939 pracował w Zakładzie Mikrobiologii Lekarskiej Uniwersytetu Poznańskiego.
W 1939 r. jako lekarz ochotniczo zgłosił się do służby wojskowej, poprzez Łódź trafił do szpitala wojskowego w Kowlu. Tam został internowany wraz z innymi lekarzami i oficerami przez Sowietów. Dzięki jego inicjatywie podczas postoju pociągu z jeńcami na stacji w Równem kolejarze otworzyli wagony, wielu internowanych skorzystało z okazji i uciekło. Józef Wiza powrócił do Poznania. W latach 1939–1940 pod pseudonimem Siwy Sęp pełnił funkcję komendanta Chorągwi Wielkopolskiej Szarych Szeregów. Był współautorem kryptonimu Szare Szeregi, który później przyjął się także w innych regionach okupowanej Polski. Poszukiwany przez Gestapo musiał uciekać do Warszawy, gdzie nadal działał w konspiracji. W nocy 26/27 marca 1943 – po Akcji pod Arsenałem udzielał pomocy medycznej skatowanemu przez Gestapo Janowi Bytnarowi ps. Rudy. Jako lekarz batalionu „Iwo” brał udział w powstaniu warszawskim. Po wojnie wrócił do Poznania i pracował nadal w swoim zawodzie, był m.in. kierownikiem Zakładu Mikrobiologii Lekarskiej Akademii Medycznej (1959–1975).
30 października 1975 roku przeszedł na emeryturę, ale „do ostatnich dni swego życia brał czynny udział w pracy dydaktycznej”.
Zmarł w maju 1976 w Poznaniu i został pochowany 19 maja 1976 na cmentarzu komunalnym Junikowo tamże.
Jego żoną była Teresa Wiza (1908–2002) z d. Guczy-Gudzańska, którą poślubił w 1934 roku. Miał z nią syna Krzysztofa i córki Grażynę oraz Ewę.

## Odznaczenia
- Krzyż Kawalerski Orderu Odrodzenia Polski
- Złoty Krzyż Zasługi
- Srebrny Krzyż Zasługi
- Odznaka „Za wzorową pracę w służbie zdrowia”